# Episodi di The Sinner (seconda stagione)
La seconda stagione della serie televisiva The Sinner, composta da 8 episodi, è stata trasmessa sulla rete televisiva USA Network dal 1º agosto al 19 settembre 2018.
In Italia, la stagione è andata in onda in prima visione su Premium Stories, canale a pagamento della piattaforma Mediaset Premium, dal 27 febbraio al 17 aprile 2019.
| n° | Titolo originale | Titolo italiano | Prima TV USA      | Prima TV Italia  |
| -- | ---------------- | --------------- | ----------------- | ---------------- |
| 1  | Part I           | Parte I         | 1º agosto 2018    | 27 febbraio 2019 |
| 2  | Part II          | Parte II        | 8 agosto 2018     | 6 marzo 2019     |
| 3  | Part III         | Parte III       | 15 agosto 2018    | 13 marzo 2019    |
| 4  | Part IV          | Parte IV        | 22 agosto 2018    | 20 marzo 2019    |
| 5  | Part V           | Parte V         | 29 agosto 2018    | 27 marzo 2019    |
| 6  | Part VI          | Parte VI        | 5 settembre 2018  | 3 aprile 2019    |
| 7  | Part VII         | Parte VII       | 12 settembre 2018 | 10 aprile 2019   |
| 8  | Part VIII        | Parte VIII      | 19 settembre 2018 | 17 aprile 2019   |

## Parte I
- Diretto da: Antonio Campos
- Scritto da: Derek Simonds

### Trama
Dopo quasi 15 anni, il detective Harry Ambrose torna nella sua città natale di Keller, nella parte settentrionale dello stato di New York, per aiutare a indagare su un doppio omicidio con Heather Novack, la figlia di una vecchia conoscenza che è diventata detective da poco. Una coppia è stata trovata morta, apparentemente avvelenata, in una stanza di un motel. L'uomo è identificato come Adam Lowry, ma la donna non ha un documento d'identità. Il loro figlio tredicenne, Julian, dice alla polizia che stavano andando alle cascate del Niagara quando la loro auto si è rotta. Dopo che Harry ha notato che Julian ha un'eruzione cutanea, ammette di aver usato l'erba di Jimson per avvelenare il tè dei suoi genitori, ma non rivela le motivazioni del suo gesto. Harry chiede all'ufficio del procuratore distrettuale più tempo prima di arrestare Julian. Harry si rende conto che, tra tutti i bagagli, non ci sono gli indumenti di Julian. Nella casa famiglia dove è stato portato, Julian ha dei flashback di una donna, apparentemente la sua terapeuta. La stessa donna appare in seguito alla stazione di polizia sostenendo di essere la vera madre di Julian.
- Ascolti USA: 1.15 milioni di telespettatori[3]

## Parte II
- Diretto da: Antonio Campos
- Scritto da: Ellen Fairey

### Trama
Vera Walker, che sostiene di essere la madre di Julian, afferma che Adam e Bess (la seconda vittima) vivevano con lei, la aiutavano ad accudire Julian e lo stavano portando alle cascate del Niagara. Heather è scioccata nel sentire che Vera vive a Mosswood Grove, una nota comune "utopica" di Keller. I flashback rivelano che Heather e la sua ragazza, Marin, si erano intrufolate a Mosswood per curiosità. Nel presente, Vera visita Julian e, dopo che questa gli sussurra qualcosa all'orecchio, il ragazzo cambia la sua confessione e finge di non ricordare di aver fatto il tè avvelenato. In tribunale, Vera mostra il certificato di nascita di Julian ma, visto che non ha tutto il resto della documentazione richiesta, le viene negata la tutela del ragazzo. Dopo che Harry rivela a Julian che era anche lui in una casa famiglia, il giovane rivela al detective il suo incubo ricorrente: una figura incappucciata che viene a trovarlo di notte. Harry si rende conto che Adam e Bess stavano in realtà fuggendo dalla comune e che la storia delle cascate del Niagara è una bugia. Heather nota un uomo con i capelli raccolti in una coda che aveva visto al motel dopo gli omicidi. Afflitta dai ricordi di Marin e guardandola entrare in una grande dépendance sulla proprietà, Heather si insinua nell'edificio e trova una grande colonna di pietra.
Ascolti USA: 1.10 milioni di telespettatori

## Parte III
- Diretto da: John David Coles
- Scritto da: Bradford Winters

### Trama
Julian viene arrestato e inviato in un centro di detenzione minorile, in attesa di essere processato come un adulto per omicidio di secondo grado. Harry comunica a Vera che Julian verrà sottoposto a una valutazione psicologica. La donna dice ad Harry che Julian è stato rapito da Adam e Bess e che il ragazzo si è solamente difeso. Julian afferma che Bess è morta perché ha mentito e che mentire provoca una spaccatura nell'essere umano. Nel frattempo, Heather si reca dalla madre di Marin e si fa consegnare una scatola di oggetti appartenuti alla ragazza. Qui trova un libro sul quale il nome "Julian" è cerchiato dappertutto. Heather deduce quindi che Marin è la madre biologica di Julian. Heather e Harry interrogano l'ostetrico che ha firmato l'atto di nascita del ragazzo, ma questi si suicida. Nella soffitta dell'abitazione del medico viene rinvenuta una colonna di pietra in miniatura.
- Ascolti USA: 1.01 milioni di telespettatori[5]

## Parte IV
- Diretto da: Jody Lee Lipes
- Scritto da: Jessie McKeown

### Trama
Un diario rinvenuto nella soffitta di Poole contiene un simbolo e in uno dei testi in esso contenuti si parla di entrare nel "labirinto". I detective cercano quindi un collegamento tra il medico e Mosswood e lo trovano in una ragazza che ha intentato una causa per negligenza. Lei menziona "The Beacon", fondatore di Mosswood. Il padre di Heather disegna un tatuaggio che ricorda di aver visto sul polso di Marin quando era già entrata in contatto con la comunità. Il tatuaggio simboleggia un labirinto, che porta Heather a scoprire che "The Beacon" corrisponde al soprannome dello psichiatra Lionel Jeffries e che Marin era presente durante il suo incontro di gruppo a Mosswood. Vera fa sentire a Harry una registrazione della terapia di Bess. Quando il detective richiede di essere sottoposto a una sessione, lei lo conduce nei boschi, ma lo abbandona. L'uomo riesce a ritrovare Vera in un capanno che Jeffries un tempo usava come ufficio. La sessione di terapia di Harry viene eseguita ma l'uomo si sveglia nella stanza del motel in cui si sono verificati gli omicidi e non ricorda nulla di ciò che ha detto a Vera.
- Ascolti USA: 1.09 milioni di telespettatori[6]

## Parte V
- Diretto da: Cherien Dabis
- Scritto da: Samir Mehta

## Parte VI
- Diretto da: Brad Anderson
- Scritto da: Nina Braddock

## Parte VII
- Diretto da: Tucker Gates
- Scritto da: Jesse McKewon

## Parte VIII
- Diretto da: John David Coles
- Scritto da: Bradford Winters

### Trama
Marine viene trovata morta sull'asfalto. Uccisa da un colpo di pistola da lei tenuta in mano durante una colluttazione. La Volvo beige di Vera viene bloccata dalla Polizia in mezzo alla strada, ma quando Henry si avvicina, al volante trova l'uomo con i capelli grigi lunghi legati a coda di cavallo. Henry capisce che si è trattato di un diversivo per dar modo a Vera e Julian di fuggire. I due vanno a rifugiarsi nella Chinatown di Cleveland, da Danielle, amica di Vera, responsabile di un consultorio femminile. Alcuni documenti che testimonierebbero di versamenti a favore di Mosswood, vengono scoperti nei cassetti della scrivania del capo della Polizia Lidell. Preparandosi per la notte al consultorio, Vera spiega a Julian che andranno a Pittsburgh il giorno dopo. Henry va da Lidell e gli fa sapere che ha scoperto dei versamenti della Dedalus Shipping a Mosswood. Lidell nega di essere coinvolto. Henry e Heather vanno al bar del padre di Heather, Jack, e gli rivelano di aver scoperto che lui ha visto Marine, perché ha dimenticato la chiave del motel. Il padre di Heather confessa di aver ucciso Marine tentando di disarmarla. Henry gli rivela di sapere che la società Dedalus è sua e di sapere dei versamenti mensili che da 10 anni lui fa a Mosswood. In un flashback, Jack stupra Marine sul divano di casa sua e questa fugge. Jack rivela a Henry che Julian è suo figlio, nato da quella violenza. Julian telefona a Henry ma non gli dice dove di trova. Henry cerca di tracciare la telefonata. Heather affronta il padre nella stanza interrogatori della centrale di Polizia ma lui non parla. La Polizia intanto rintraccia il consultorio; Vera e Julian se ne accorgono e fuggono. In un diner, Julian dice a Vera di non voler più fuggire, accettando il rischio di finire in carcere o nella casa-famiglia. Vera teme che non potrà più vederlo ma lui la rassicura. Vera accetta di arrendersi. In un flashback, Vera istruisce Julian nei boschi sulle caratteristiche delle erbe, compresa la Datura (erba di Jimson). Vera lascia una cassetta audio a Henry e poi dà fuoco a Mosswood. La cassetta riproduce la seduta di ipnosi che Vera ha eseguito su Henry per fargli confessare i suoi ricordi sulla madre. Al processo, Henry difende Julian e riesce e farlo accogliere in una comunità invece di finire in galera.Nell'ultima scena, Henry e Heather accompagnano Julian a vedere la Cascate del Niagara. 